# Union Volleyball Club Graz (femminile)
L'Union Volleyball Club Graz è una società pallavolistica femminile austriaca con sede a Graz: milita nel campionato di Austrian Volley League Women.

## Storia
L'Union Volleyball Club Graz, nel corso della sua storia, pur militando nella massima divisione austriaca e avendo partecipato a diverse competizioni europee, conquista il primo trofeo nella stagione 2016-17 con la vittoria della Coppa d'Austria. Nella stagione successiva, oltre a conquistare per la seconda volta la coppa nazionale, si aggiudica per la prima volta il campionato.

## Rosa 2022-2023
| N° | Nome             | Ruolo | Data di nascita  | Nazionalità sportiva |
| -- | ---------------- | ----- | ---------------- | -------------------- |
| 2  | Una Dizdarević   | C     | 17 luglio 1996   | Bosnia ed Erzegovina |
| 3  | Eva Schuller     | P     | 14 ottobre 2003  | Austria              |
| 4  | Weeda Krassnig   | P     | 24 novembre 1998 | Austria              |
| 7  | Marie Bruckner   | S     | 15 agosto 2004   | Austria              |
| 9  | Tereza Diatková  | O     | 13 aprile 1997   | Rep. Ceca            |
| 10 | Martina Weiß     | P     | 26 agosto 2000   | Austria              |
| 11 | Lea Wasserfaller | O     | 11 marzo 2001    | Austria              |
| 13 | Laura Keglovits  | C     | 12 dicembre 2000 | Austria              |
| 14 | Viktoria Fink    | S     | 14 marzo 1996    | Austria              |
| 15 | Anna Oberhauser  | L     | 19 agosto 1998   | Austria              |
| 17 | Linda Peischl    | C     | 5 giugno 1996    | Austria              |
| 18 | Viktoria Goger   | S     | 18 dicembre 2000 | Austria              |
| 24 | Maya Taylor      | S     | 24 ottobre 1998  | Stati Uniti          |

## Palmarès
- Campionato austriaco: 1

2017-18
- Coppa d'Austria: 1

2016-17, 2017-18